# Chthonius graecus
Chthonius graecus är en spindeldjursart som beskrevs av Beier 1963. Chthonius graecus ingår i släktet Chthonius och familjen käkklokrypare. Inga underarter finns listade i Catalogue of Life.